# Bulgarian Juniors 2012
Das Bulgarian Juniors 2012 als bedeutendstes internationales Nachwuchsturnier von Bulgarien im Badminton fand vom 17. bis zum 19. August 2012 in der Sport Hall Vasil Levsky in Pasardschik statt.

## Sieger und Platzierte
| Disziplin    | Gold                           | Silber                          | Bronze                              |
| ------------ | ------------------------------ | ------------------------------- | ----------------------------------- |
| Herreneinzel | Jonathan Dolan                 | Josh Neil                       | Pierrick Cajot                      |
| Herreneinzel | Jonathan Dolan                 | Josh Neil                       | Justin Teeuwen                      |
| Dameneinzel  | Stefani Stoeva                 | Neslihan Yiğit                  | Lucie Černá                         |
| Dameneinzel  | Stefani Stoeva                 | Neslihan Yiğit                  | Delphine Lansac                     |
| Herrendoppel | Russell Muns Robin Tabeling    | Vincent de Vries Justin Teeuwen | Antoine Lodiot Julien Maio          |
| Herrendoppel | Russell Muns Robin Tabeling    | Vincent de Vries Justin Teeuwen | Bastian Kersaudy Loïc Mittelheisser |
| Damendoppel  | Gabriela Stoeva Stefani Stoeva | Cemre Fere Ebru Yazgan          | Busenur Korkmaz Özge Toyran         |
| Damendoppel  | Gabriela Stoeva Stefani Stoeva | Cemre Fere Ebru Yazgan          | Mila Ivanova Mariya Mitsova         |
| Mixed        | Bastian Kersaudy Anne Tran     | Stefan Garev Gabriela Stoeva    | Jaromír Janáček Lucie Černá         |
| Mixed        | Bastian Kersaudy Anne Tran     | Stefan Garev Gabriela Stoeva    | Jordan Corvée Marie Batomene        |